# Gardenieae
Gardenieae es una tribu de plantas pertenecientes a la familia Rubiaceae. 

## Géneros
- - Aidia - Alibertia - Atractocarpus - Borojoa - Burchellia - Calochone - Catunaregam - Ceriscoides - Coddia - Didymosalpinx - Duperrea - Duroia - Euclinia - Gardenia - Genipa - Glossostipula - Heinsenia - Hyperacanthus - Kailarsenia - Macrosphyra - Massularia - Mitriostigma - Oxyanthus - Oxyceros - Randia - Rosenbergiodendron - Rothmannia - Schumanniophyton - Sherbournia

- Según NCBI:[1]
  - Aidia - Alibertia - Amaioua - Aoranthe - Atractocarpus - Atractogyne - Benkara - Borojoa - Botryarrhena - Burchellia - Calochone - Calycosiphonia - Casasia - Catunaregam - Ceriscoides - Coddia - Deccania - Didymosalpinx - Duperrea - Duroia - Euclinia - Fosbergia - Gardenia - Genipa - Glossostipula - Heinsenia - Hyperacanthus - Ibetralia - Kailarsenia - Kutchubaea - Macrosphyra - Massularia - Melanopsidium - Mitriostigma - Morelia - Oligocodon - Oxyanthus - Oxyceros - Porterandia - Preussiodora - Randia - Rosenbergiodendron - Rothmannia - Rubovietnamia - Schumanniophyton - Sherbournia - Sphinctanthus - Stachyarrhena - Stenosepala - Sukunia - Tamilnadia - Tarennoidea - Tocoyena - Trukia